# AASI Jetcruzer
Dimensions
Le Jetcruzer est un avion d’affaires turbopropulsé développé par AASI. Il offre une configuration inhabituelle, le turbopropulseur entrainant une hélice propulsive étant installé à l’arrière du fuselage. Un empennage canard et deux dérives coiffant l’aile en flèche complètent l’ensemble. Cette configuration a été retenue dans un souci d’économies et de performances. La position du moteur, à l’arrière du fuselage, permet de réduire la trainée (mais le problème du refroidissement du moteur devient plus compliqué), la configuration canard permet de placer la voilure plus en arrière et d’éviter le passage du longeron de l’aile dans la cabine. Le Jetcruzer est également dépourvu de volets de courbure, d’où des économies de fabrication, un gain de masse et moins de travail pour le pilote. L’aile a une structure métallique (alliage d’aluminium), le fuselage est réalisé en matériaux composites.
Jetcruzer
Le développement du Jetcruzer a commencé en mars 1983 et un premier prototype a été mis en chantier en 1988. Le prototype AASI Jetcruzer a effectué son premier vol le 11 janvier 1989. Motorisé avec une turbine Allison 250-C20S entraînant une hélice tripale, il était aménagé pour le transport de 6 personnes, pilote compris, dans un fuselage non pressurisé. Un appareil de présérie a pris l’air en avril 1991, toujours équipé d’un turbopropulseur Allison, alors que AASI avait déjà pris la décision de changer la motorisation de l’appareil.

## Jetcruzer 450
C’est avec cette nouvelle désignation que le premier exemplaire de série a volé à son tour le 13 septembre 1992 avec un turbopropulseur Pratt & Whitney Canada PT6A-27 de 680 ch. La certification FAR Part 23 a été délivrée le 14 juin 1994. Le Jetcruzer 450 restera dans les annales comme le premier avion certifié avec un dispositif de sortie de vrille conçu spécialement par Butler Parachute Systems, certification obtenue après une série de 350 essais de mise en vrille, mais aussi le premier avion permettant à ses passagers de survivre à un crash à 26 g. AASI a cependant préféré ne pas commercialiser cet appareil, concentrant ses efforts sur une version plus évoluée, le Jetcruzer 500.

## Jetcruzer 500
Après avoir travaillé sur le Jetcruzer 500P, caractérisé par un fuselage pressurisé allongé de 25 cm, AASI s’est orienté vers une version beaucoup plus ambitieuse : le fuselage a été allongé de 1,83 m, soit un gain de 90 cm pour la cabine, doté d’un hublot supplémentaire de chaque côté, le turbopropulseur Allison remplacé par un Pratt & Whitney Canada PT6A-66A entrainant une hélice à cinq pales, la porte d’accès à la cabine dotée d’un escalier intégré (Airstair (en)). Le prototype du modèle Jetcruzer 500 (en fait le Jetcruzer 450 de présérie modifié) a effectué son premier vol le 22 août 1997, suivi d’un second exemplaire (la tête de série Jetcruzer 450, également modifié) le 7 novembre 1997. 1 appareil de série semble également avoir été achevé sans avoir volé.
Avec près de 200 appareils en commande, AASI devait construire en série ce modèle dans une usine spécialement construite à Long Beach, Californie mais la production n’a jamais été lancée, le Jetcruzer 500 ne parvenant pas à obtenir sa certification pour trois raisons principales :
- Niveau de bruit non conforme aux nouvelles normes FAA.
- Vitesse de décrochage trop élevée pour un monomoteur.
- Centrage trop arrière avec le plein de carburant.

En février 2002 Roy Norris, fraichement arrivé à la tête de AASI, devenu entretemps Mooney Aerospace Group (MASG), annonçait que le Jetcruzer 500 devait être partiellement redessiné pour en réduire la masse et le coût de fabrication, soit 18 mois de développement et 12 mois supplémentaires pour arriver à la certification. Modifié, l’avion devait s’appeler Mooney XP et repasser toutes les étapes de la certification, une extension de celle du Jetcruzer 450 devenant impossible en raison des modifications à effectuer sur la cellule de base. Mais très vite le cout d’un tel programme s’avéra prohibitif, surtout compte tenu de l’arrivée sur le marché de nombreux jets d’affaires à des prix très compétitifs. Après plus de 1000 heures de vol totalisées par les trois prototypes, le programme fut suspendu en mai 2002.

## Jetcruzer 650
En décembre 1992 AASI a lance l’étude d’une version pour 13 passagers du Jetcruzer 500. Ce projet fut rapidement abandonné en raison des problèmes financiers résultant des problèmes de mise au point du modèle de base.

## Stratocruzer 1250
En septembre 1991 fut lancé le développement du AASI Stratocruzer 1250, annoncé comme un jet d’affaires disposant d’un rayon d’action intercontinental. Il s’agissait d’une évolution du Jetcruzer 650 avec deux réacteurs Williams-Rolls RJ-44. Le développement de cet appareil fut abandonné en 1995, AASI ne parvenant pas à obtenir les soutiens financiers nécessaires au développement du programme.

## Autres développements
AASI tenta d’intéresser les forces armées américaines au Jetcruzer, proposant diverses versions :
- ML-1 : Engin sans pilote dérivé du Jetcruzer 500
- ML-2 : Version militaire du Jetcruzer 500
- ML-4 : Version militaire de Jetcruzer 650
- ML-5 : Version militaire du Jetcruzer 1250

En novembre 2003 AASI, devenu MASG (Mooney Aerospace Group) a mis en vente le programme Jetcruzer. Le dossier, l’outillage et les droits ont été achetés en février 2004 par Michael Spearman, propriétaire d’Innova Aircraft. Spearman a annoncé la création d’une entreprise dédiée, Jetcruzer LLC, pour commercialiser sous forme de kit une nouvelle version du Jetcruzer, avec un réacteur Pratt & Whitney JT15D et une voilure modifiée pour résoudre les principaux défauts de l’appareil : en avançant le bord d’attaque au niveau de l’emplanture, Spearman espérait y loger 1 325 litres de carburant et résoudre à la fois les problèmes de centrage et de vitesse d’atterrissage. Le premier vol du prototype était attendu fin 2004/début 2005 et une première présentation publique annoncés pour Sun ’n’ Fun en avril suivant. Avec des réacteurs JT15D reconditionnés, le cout d’un Jetcruzer monté en kit était estimé entre 0,8 et 0,8[à vérifier] millions de dollars selon l’avionique. Certifié initialement en CNRA, le futur appareil devait ensuite faire l’objet d’une certification standard et d’une version biréacteur.